# Puente Port Mann
El puente Port Mann es un puente atirantado de 10 carriles que se abrió al tráfico en 2012. 
El puente atirantado reemplazó a un puente de arco de acero que atravesaba el río Fraser, conectando Coquitlam con Surrey en la Columbia Británica, cerca de Vancouver. Después de que su sucesor se abriera al tráfico, el viejo puente fue demolido.

## Historia
El puente original de Port Mann se abrió el 12 de junio de 1964. Fue nombrado en honor a la comunidad de Port Mann, por la que pasó el extremo sur del puente. El antiguo puente constaba de tres vanos con un tablero ortotrópico que soportaba cinco carriles (originalmente cuatro carriles) del tráfico de la autopista transcanadiense, con vanos de aproximación de tres vigas de chapa de acero y cubierta de hormigón. La longitud total del puente de arco era de 2.093 m, incluyendo los vanos de aproximación. El vano principal era de 366 m, más los dos vanos de 110 m a cada lado. El volumen de tráfico del viejo puente era de 127.000 viajes por día. Aproximadamente el 8 por ciento del tráfico en el puente de Port Mann era tráfico de camiones. El puente viejo era el puente de arco más largo de Canadá y el tercero más largo del mundo en el momento de su inauguración.   
En 2001, se agregó un carril  hacia el este moviendo el divisor central y volviendo en voladizo el tablero del puente hacia fuera junto con una mejora sísmica.

## Reemplazo

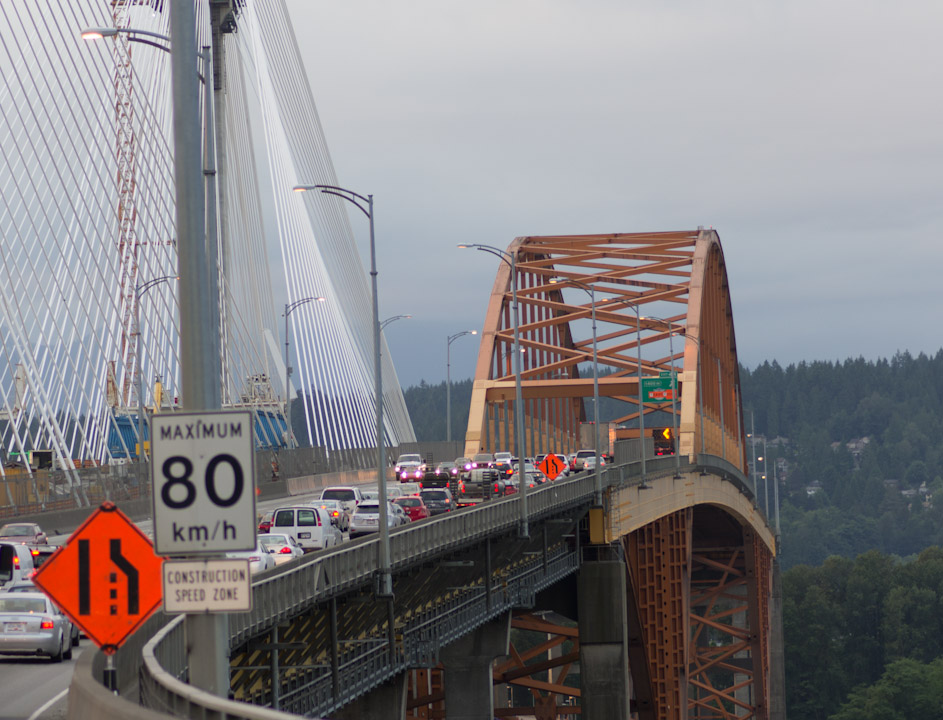
El viejo puente de Port Mann con su reemplazo levantándose a su lado.

El 31 de enero de 2006, el Ministerio de Transporte de Columbia Británica introdujo el Programa Gateway como medio para hacer frente a la creciente congestión. El proyecto preveía originalmente el hermanamiento del puente de Port Mann mediante la construcción de un segundo puente adyacente, pero el proyecto se modificó para construir un puente de sustitución de 10 carriles, que se preveía que fuese el más ancho del mundo, y demoler el puente original.

### Oposición al plan de hermanamiento
Varios grupos presionaron para mejorar el transporte público en lugar de construir un nuevo puente. El ayuntamiento de Burnaby, el ayuntamiento de Vancouver y los directores del GVRD (ahora Metro Vancouver) aprobaron resoluciones que se oponían a la expansión de Port Mann/Autopista 1. Los opositores a la expansión incluyeron grupos ambientales locales, planificadores urbanos y el Instituto Sightline del estado de Washington .
Los opositores argumentaron que el aumento de la capacidad de la carretera aumentaría las emisiones de gases de efecto invernadero y solo aliviaría la congestión durante unos años antes de que el aumento del tráfico congestionara el área nuevamente y que la expansión de la capacidad vial alentaría la expansión suburbana . La Coalición de la Región Habitable instó al Ministro de Transporte, Kevin Falcon a que considerara la posibilidad de establecer líneas vías de tránsito rápido y mejorar las rutas de los autobuses en lugar de construir el nuevo puente. La Fundación David Suzuki afirmó que el plan violaba los objetivos del Plan Estratégico de la Región Habitable de Metro Vancouver

### Construcción y costo
El proyecto de Port Mann/Autopista 1 añadió otro carril  reservado para vehículos con ocupación múltiple y proporcionó  acceso para ciclistas y peatones. El carril multiusos para peatones y ciclistas se abrió el 1 de julio de 2015. Se reintrodujo un servicio de autobuses sobre el puente de Port Mann por primera vez en más de 20 años.
El costo estimado de construcción fue de 2,46 mil millones de dólares, incluido el costo de la acondicionamiento de la autopista 1, un total de 37 km. De esto, el puente en sí comprendía aproximadamente un tercio (820 millones). Se esperaba que el costo total, incluida la operación y el mantenimiento, fuese de 3.3 mil millones. Ahora que el nuevo puente está terminado, el puente existente, que tenía más de 45 años, ha sido desmontado.
El 18 de septiembre de 2012, el nuevo puente de Port Mann se abrió al tráfico hacia el este. Con 65 metros de ancho, era el puente de mayor envergadura del mundo, según el Libro Guinness de los récords, superando al mundialmente famoso puente de la bahía de Sídney, que con 49 metros ostentaba el récord desde 1932. 

### Demolición del puente original
La demolición por detonación habría sido mucho más rápida pero podría haber impactado potencialmente en el río, que es una ruta de navegación muy transitada y tiene grandes poblaciones de peces, por lo que se eligió en su lugar la opción de construcción inversa. Los trabajos para desmantelar el viejo puente de Port Mann comenzaron en diciembre de 2012. El personal retiró las secciones del puente pieza por pieza en orden inverso al que se construyeron originalmente, comenzando por el tablero de la carretera, seguido por las vigas de aproximación del puente y concluyendo con el arco de acero. Se acabó de desmantelar para el 21 de octubre de 2015.

## Nuevo puente

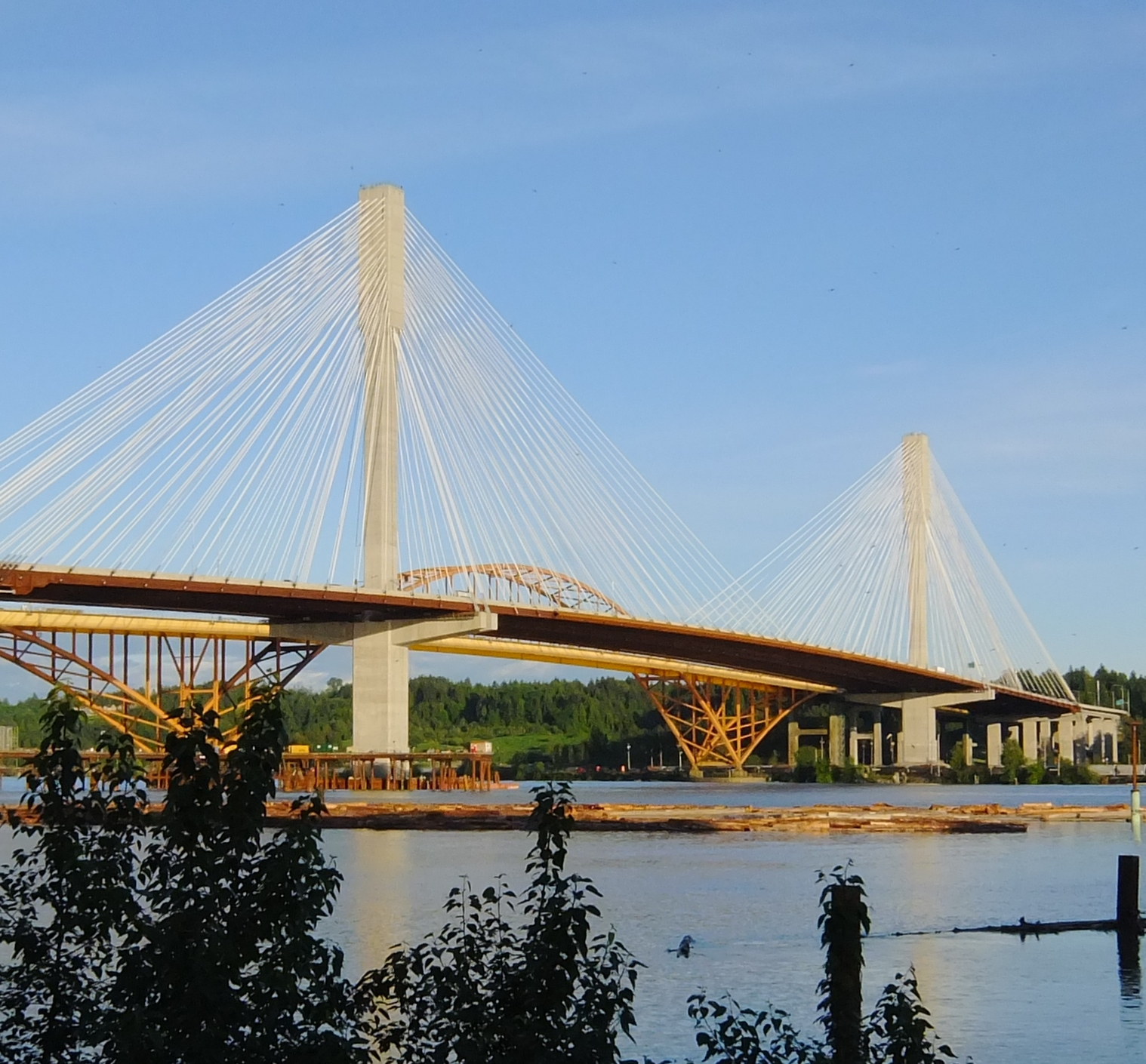
El nuevo y el viejo puente antes de demolición

El nuevo puente tiene 2,02 km de largo y de hasta 65 m de ancho, soporta 10 carriles de tráfico y tiene un espacio libre de 42 metros sobre el nivel alto del agua del río (la misma longitud y espacio libre que el puente antiguo). Las torres tienen una altura aproximada de 75 metros sobre el nivel de la cubierta, y la altura total es de aproximadamente 163 metros desde la parte superior de la base. El vano principal (entre las torres) tiene 470 metros de longitud, el segundo vano atirantado más largo del hemisferio occidental. El puente principal (entre los extremos de los cables) tiene una longitud de 850 metros con dos torres y 288 cables. El nuevo puente se construyó para dar cabida a la futura instalación de tránsito rápido ligero.

### Problemas
El 10 de febrero de 2012, durante la construcción del puente de reemplazo, se derrumbó una grúa de pórtico superior, lo que provocó que un segmento de caja de hormigón de 90 toneladas cayera al agua abajo. Aunque nadie resultó herido, el accidente retrasó la construcción posterior. Los inspectores de WorkSafeBC evaluaron las prácticas de seguridad en la obra. 
El 19 de diciembre de 2012, el clima frío hizo que se acumulara hielo en los cables de soporte, cayendo periódicamente a la cubierta de los coches de abajo, lo que se conoce como "bombas de hielo". La ICBC, la entidad aseguradora de vehículos de Columbia Británica, informó de 60 reclamaciones separadas de daños causados por el hielo durante el incidente. Además, un conductor necesitó una ambulancia debido a las heridas. La RCMP cerró el puente entre la 1:30 p. m. y las 6 p. m. mientras los ingenieros investigaban. El Gobierno instaló collares en los cables que se sueltan manualmente cuando se esperan condiciones para la acumulación de hielo. Se instalan en la parte superior de los cables de las torres y se liberan, cayendo por gravedad por los cables para eliminar cualquier acumulación de nieve.
En diciembre de 2016, las "bombas de nieve" volvieron a afectar al puente, aunque el Gobierno de la Columbia Británica declaró que no eran tan graves como las "bombas de hielo" de 2012. Durante diciembre, el puente estuvo cerrado debido a la amenaza de la caída de nieve de los cables y a las posibles condiciones de hielo.

### Peaje (2012–2017)
Las tasas de peaje aumentaron a 1,60 dólares para motocicletas, 3,15 dólares para automóviles, 6,30 dólares para camiones pequeños y 9,45 dólares para camiones grandes el 15 de agosto de 2015. A través del aumento de los precios y el mayor tráfico, Transportation Investment Corporation (TI Corp), la corporación pública de la Corona responsable de las operaciones de peaje en el Puente Port Mann, pronosticó que sus ingresos crecerían en un 85% entre los años fiscales 2014 y 2017. Un conductor con licencia de la Columbia Británica que deba más de 25 dólares en peajes pendientes de pago durante 90 días será penalizado con 20 dólares y no podrá adquirir un seguro de vehículo ni renovar los permisos de conducir sin pagar la deuda. Se añadió a la tarifa de peaje una tasa de tramitación de matrícula de 2,30 dólares por viaje para los usuarios no registrados que no pagaran su peaje en los siete días siguientes a su paso. Se podían comprar pases mensuales, que permitían el cruce ilimitado en el puente. Los usuarios pueden crear una cuenta para el pago en línea de los peajes. Los usuarios que optaron por este método recibieron una calcomanía con un RFID incorporado para colocarla en el parabrisas o en el faro de su vehículo. Se esperaba que los peajes fuesen eliminados para el año 2050 o después de recaudar 3.300 millones de dólares. Como anunció el Primer Ministro de la Columbia Británica John Horgan unos días antes, todos los peajes del puente de Port Mann fueron eliminados el 1 de septiembre de 2017. La deuda se transfirió a la provincia de Columbia Británica a un costo de 135 millones de dólares por año.